# 九七式迫擊炮
九七式迫擊炮（日文：九七式曲射歩兵砲）為日本在二戰中使用的迫擊炮。

## 簡介
日本陸軍在步兵支援武器上師承德國體系以步兵炮為主，對於迫擊炮的使用採取保留態度，在1930年代以前雖然有十一年式迫擊炮在軍中服役，但是設計是一戰初期的臼炮式結構，既重也不適合步兵搬運；此外日軍的假想戰場大多是視界良好的平原地區，步兵炮的性能基本上可以得到有效發揮，曲射武器的效益並不明顯。

918事變後日軍與中方部隊的一連串衝突日本軍方才開始正視迫擊炮的用途，在實戰經驗中，中國的華北或是華南戰場都是地形不良的山地丘陵甚至是城市，步兵炮無法發揮有效射程；反倒是中國部隊因為各種因素（主要為後勤，當時各路軍閥大多養不起足夠的炮兵，迫擊炮易於製造、價格便宜、訓練保養容易，因此成為主流火力支援來源，這種狀況持續到抗戰結束都沒改善）迫擊炮的裝配以及使用多於日軍，在步兵中距離支援火力上反變成中方優於日軍的詭異狀況。

日軍在相關戰役中吸收了前線經驗，並在昭和7年（1931年）向法國購買了布朗德81公厘迫擊砲的授權，並製造了九四式迫擊炮以及九六式迫擊炮此類團級甚至是旅級的重型火力支援兵器，當時主要用於投擲毒氣用；然而後來較為注重，前線步兵需要的營級甚至是連級用迫擊炮在開發上仍然牛步化。主要原因並非工業水準不足，而是在九二式步兵炮剛服役的當下日本帝國陸軍根本無心換武器，原本引進只是作為技術儲備而已；如果要量產就得考慮如何在現有編制內納入一款不屬於既有體制的武裝，日本內部發生爭辯的結論是將其視為步兵炮後繼裝備，並決定讓步兵炮除役並全軍改換迫擊炮。

決定武器定位並自法國取得迫擊炮生產授權後，1937年5月日軍技術本部開始進行設計，同年6月設計交付大阪兵工廠進行試製，同年7月20日試作計劃在陸密第92號陸軍技術本部兵器研究方針中正式通過，11月試製炮完成，12月在滿州國冬天的酷寒環境實際測驗也得到優異評價；1938年5月移交至陸軍步兵學校進行測評，陸軍步兵學校對這款迫擊炮的評價不錯，不過認為「作為一般的大隊炮不成問題，但是如果是騎兵單位，以及在一般步兵聯隊中如何增裝步兵炮相關編制還得研究」。1938年8月便完成相關測試準備量產，1939年配發部隊，取代部分取代九二式步兵炮，並定名為九七式曲射步兵炮。會採用曲射步兵炮如此獨特的名稱是因為當時日本的迫擊炮是屬日本炮兵管轄（當時日本對迫擊炮的概念仍停留在臼炮年代，因此迫擊炮為重炮兵體系而非步兵支援武器），為了避免炮兵單位對於這款武裝會有過多不必要的糾紛因此另外定名。
步兵學校的「研究結論」也顯示了日本陸軍在面對此裝備的矛盾，實戰經驗與測試都顯示迫擊砲的性能不俗，前線也肯定這種裝備；但是上層觀點卻認為高射速導致的彈藥消費與日本將領一貫追求的戰術目標（以最低彈藥消耗取得最大戰果）相違背，在上層干涉下日本陸軍並未將這款武裝推廣至全部部隊，主要部隊還是以舊型的九二式步兵炮為使用主流，而迫擊炮大多是配發給二線部隊或是附庸國使用；一線單位只有海上機動旅團在團級火力上是採用全迫擊炮編制，主要原因為迫擊炮的輕便對兩棲作戰有利，但這種編成在日軍中僅是少數特例。但這卻在太平洋南方島嶼與盟軍作戰時還出現意想不到的優勢：美軍的M1 81公厘迫擊炮也是由法國授權生產，因此擄獲的彈藥完全可以共通使用。
九七式迫擊炮在服役後納入步兵大隊直轄大隊炮小隊，編制2-4門，一個甲種師團的步兵單位理論上至少會配發24門迫擊炮。由於迫擊炮的發射硝煙以及炮聲比九二式步兵炮小，重量也比九四式迫擊炮輕，前線官兵對此款武裝給予良好評價。尤其在1941年底日本對英美開戰，戰線擴張到南洋熱帶雨林中時，輕便攜帶的迫擊炮受前線官兵的肯定，不斷要求本土配發更多的九七式迫擊砲。大阪炮兵工廠統計表示1942年（昭和17年）10月以前生產了1238門；但是在1942年10月到1943年3月不到半年內就增造了888門。
除了陸軍之外，日本海軍也向陸軍索取設計並簡化結構交由橫須賀海軍工廠製造，海軍版本稱為三式迫擊炮，主要給日本海軍陸戰隊以及海巡艦艇使用發射威嚇潛艦用的音響彈。